# 鷹取Paper Dome紙教堂

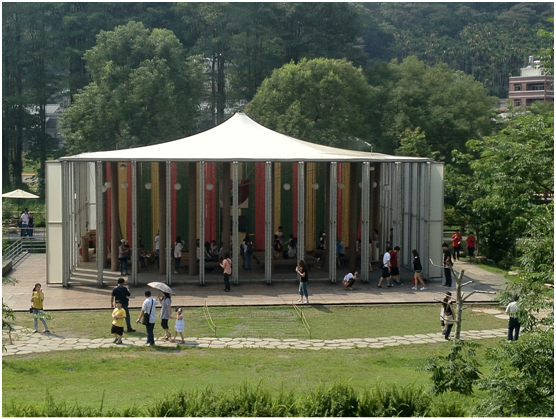
教堂外觀

23°56′29″N 120°55′38″E / 23.9414°N 120.9271°E
Paper Dome（日语：カトリックたかとり教会），是日本建築師坂茂以紙管為建材所設計的一棟教堂，原為了阪神大地震而失去教堂的天主教大阪總教區鷹取教會（たかとり）而設計。之後成為神戶市在地震後社區重建重要的精神指標。2005年，遷到台灣南投縣埔里鎮新故鄉見學園區重建，並於2014年榮獲普立茲克建築獎。

## 历史

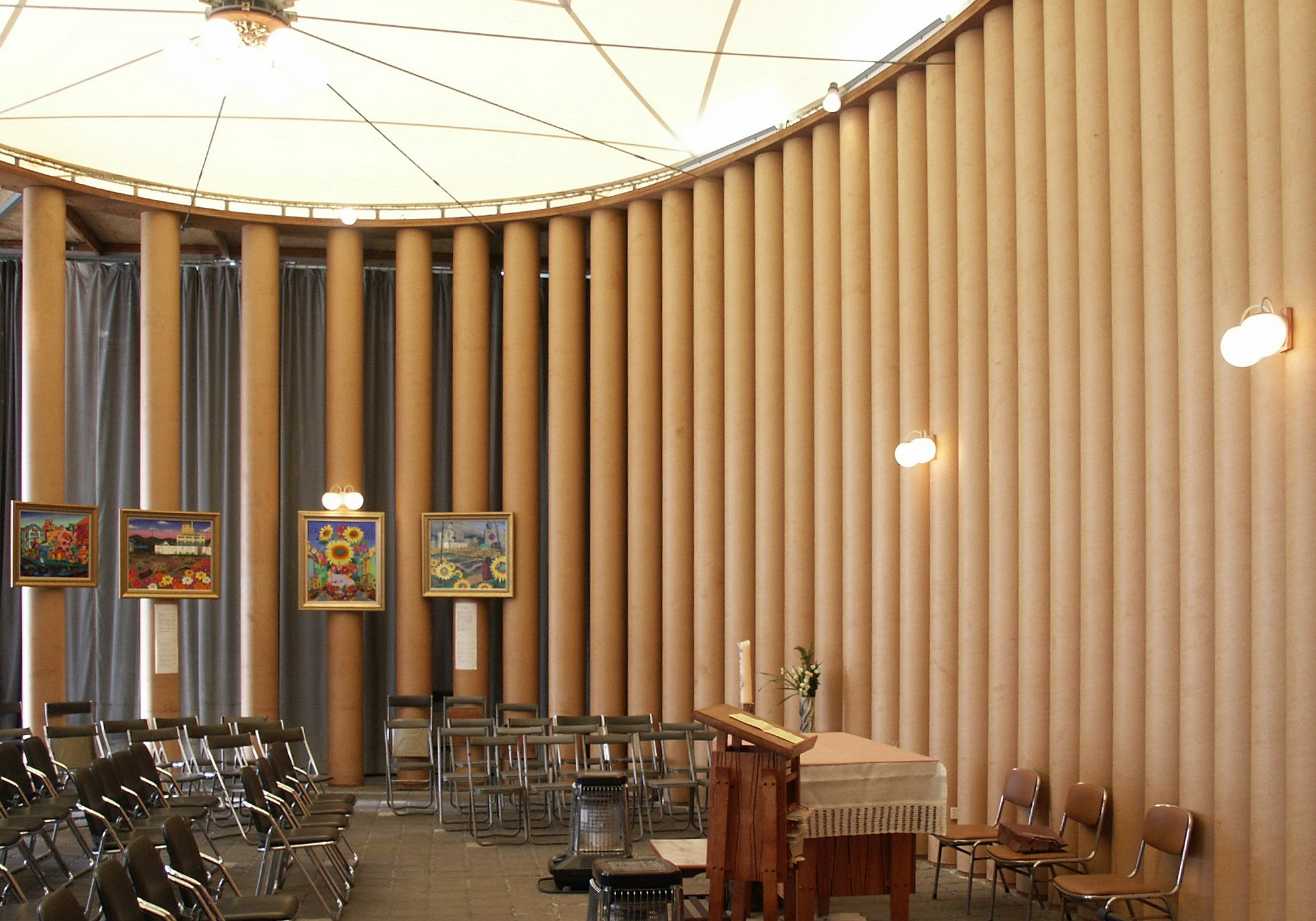
鷹取教會臨時集會所

鷹取教會創於1927年的日本神戶市長田區，原先第一代的教堂在1929年落成，距離神戶市鷹取站約15分鐘步行距離。

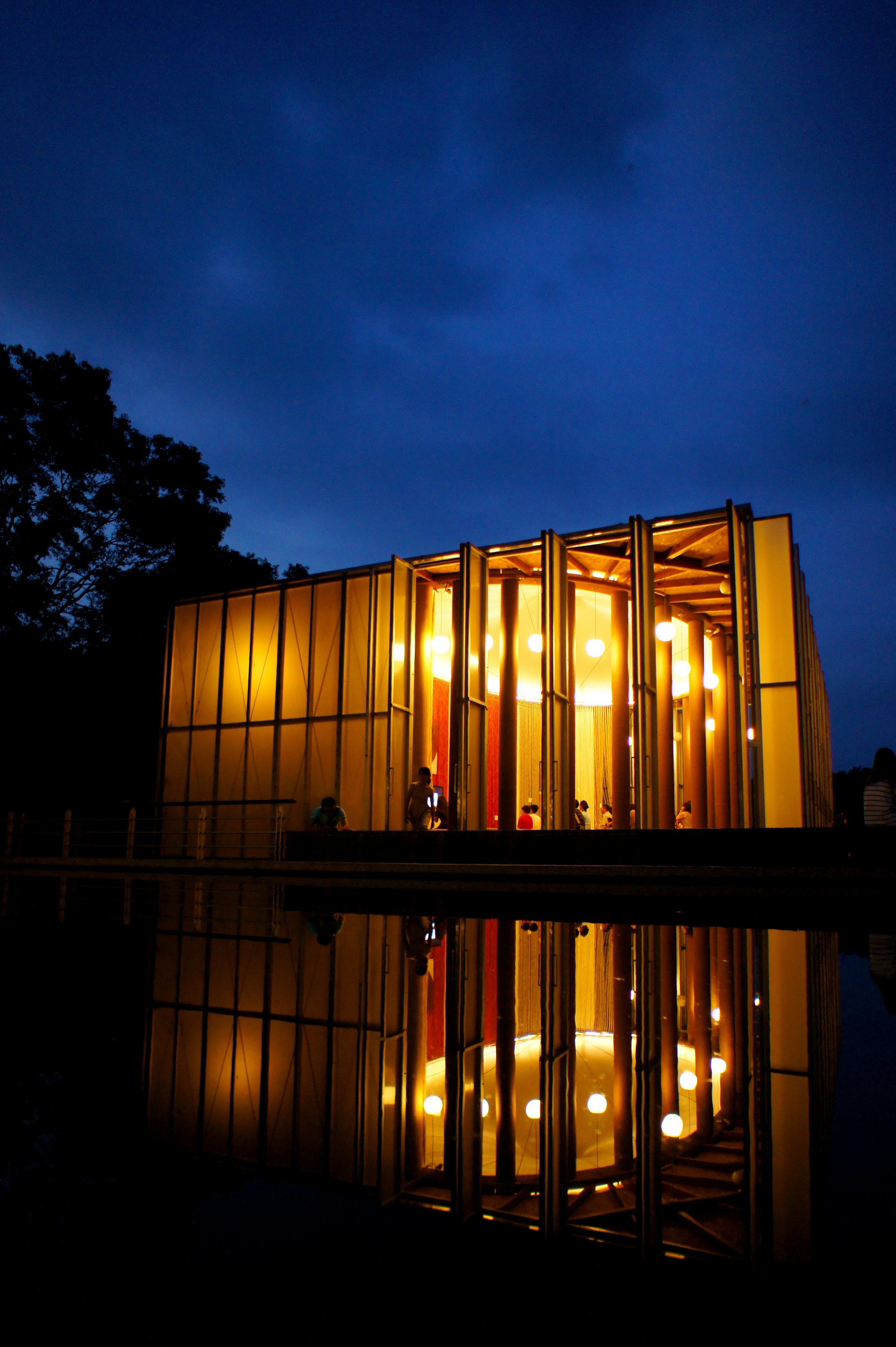
位於埔里鎮新故鄉貝學園區内的紙教堂

在1995年1月17日阪神大地震中，教堂建築遭震毀。同年9月17日，一位以紙管設計聞名國際的日本建築設計師坂茂義務提供設計，隨後以紙管為結構的鷹取教會臨時集會所落成，這個臨時集會所又稱為Paper Dome。
為了重建新教堂，Paper Dome教堂於2005年進行拆卸作業，並於當年捐贈給1999年被921大地震重創的臺灣南投縣。Paper Dome教堂於2006年在埔里鎮桃米社區重建。